# San Antonio Xoquitla
San Antonio Xoquitla är en ort i Mexiko.   Den ligger i kommunen Ayahualulco och delstaten Veracruz, i den sydöstra delen av landet, 210 km öster om huvudstaden Mexico City. San Antonio Xoquitla ligger 2 179 meter över havet och antalet invånare är 1 415.
Terrängen runt San Antonio Xoquitla är kuperad åt nordväst, men åt sydost är den bergig. Runt San Antonio Xoquitla är det ganska tätbefolkat, med 65 invånare per kvadratkilometer. Närmaste större samhälle är Ixhuacán de los Reyes, 5,2 km öster om San Antonio Xoquitla. I omgivningarna runt San Antonio Xoquitla växer i huvudsak blandskog.